# Джеймс Вольф
Пітер Джеймс Вольф (Вулф, англ. Peter James Wolfe); 2 січня 1727, Сент-Пітер-Порт, Гернсі — 13 вересня 1759, Квебек, Нова Франція, нині Квебек) — офіцер британської армії, який відомий своїми реформами у галузі освіти, але увійшов в історію головним чином через перемогу над французами у битві на Полях Авраама в Канаді у 1759 році. Син відомого генерал-лейтенанта Едуарда Вольфа. Служив у Європі, де воював під час Війни за австрійську спадщину. Під час служби у Фландрії та Шотландії, де відзначився у придушенні Другого якобітського повстання (1745), звернув на себе увагу начальства. Однак зростання його кар'єри було зупинене мирним договором 1748 року, і наступні вісім років він провів на гарнізонній службі в Шотландії. У віці вісімнадцяти років він був бригадним майором, а у віці двадцяти трьох років — підполковником.
Розпочата у 1756 році Семирічна війна надала Вольфові нові можливості для кар'єрного росту. У 1756 році Джеймсові Вольфу присвоєне звання полковника, а через рік він взяв участь у невдалому нападі на Рошфор. У 1757 році Вільям Пітт призначив його другим в експедиції з метою захоплення фортеці Луїсбург. У 1758 році Вольф став бригадним генералом. Після успішної облоги Луїсбурга його підвищили до генерал-майора і призначили командиром сил, які пливли вгору по річці Святого Лаврентія, щоб захопити Квебек. Після тривалої облоги Вольф виманив французів у відкрите поле. 13 вересня 1759 французькі сили під керівництвом Луї-Жозефа де Монкальма були вщент розбиті військами Вольфа в короткій битві на рівнині Авраама, що дало можливість британським військам захопити місто. Вольф загинув у розпалі бою внаслідок поранень від трьох мушкетних куль.

## Ранні роки
Джеймс Вольф народився 2 січня 1727 року в сім'ї полковника Едварда Вольфа і Генрієтти Томпсон. Батько з самого початку обрав синові військову кар'єру. У віці 13 років, Джеймс був записаний добровольцем до полку Королівської морської піхоти, в якому служив його батько. Через хворобу Вольф не взяв участі у невдалій для англійців облозі Картахени, експедиції проти іспанської Картахени в 1740 році під час «Війни за вухо Дженкінса».

## Військова кар'єра
У 1740 році вибухнула війна за австрійську спадщину. Однак через морську хворобу Джеймс не зміг відплисти на континент і був переведений до 12-го піхотного полку, який за кілька місяців відбув у Фландрію. Там Вольф був підвищений у званні до лейтенанта і став ад'ютантом у батальйоні. У 1743 році Джеймс Вольф узяв участь у битві у Карлштайн-на-Майні, де був відзначений герцогом Камберлендським Вільямом Августом. У 1744 році Вольф стає капітаном 45-го піхотного полку.
У 1745 році Вольф разом із полком відкликаний до Британії для участі в придушенні повстання якобітів. Взяв участь у битві у Фолкленді (1746) і битві при Каллодені (1746). Вольф став відомий тим, що відмовився виконувати наказ Вільяма стріляти в поранених горян, у зв'язку з чим набув популярності у шотландців, підрозділами яких він згодом командував.
Незабаром Вольф повернувся в Німеччину і в 1747 році взяв участь у битві при Лауфельді, де отримав поранення і заслужив офіційну похвалу.
Після укладення миру відправився до Шотландії, де командував британським гарнізоном. У 1749 році, Вольф отримав звання майора 20-го піхотного полку, розквартированого в Стерлінгу. У 1750 році підвищений до звання підполковникв. За вісім мирних років, проведених у Шотландії, Вольф написав кілька військових творів і вивчив французьку мову, а також вивчав математику і латину.

## Семирічна війна (1756—1763)

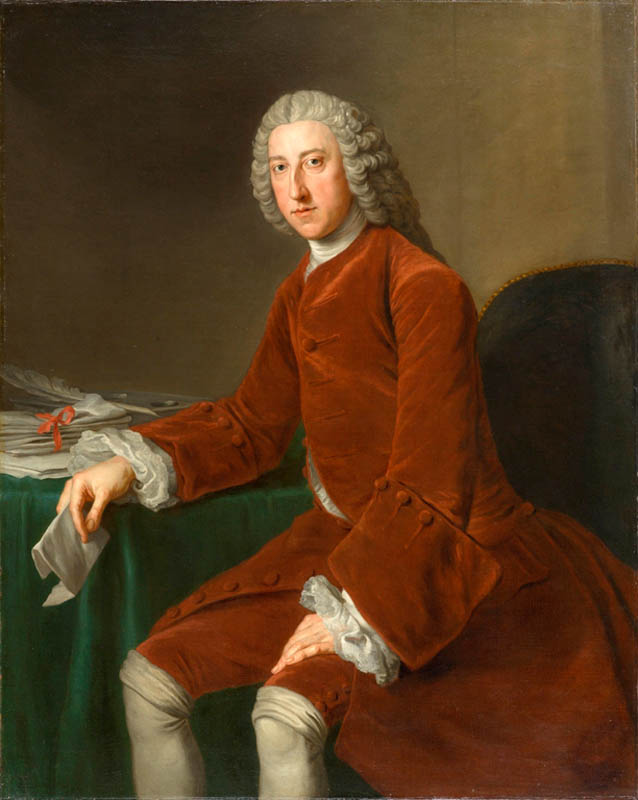
Вольф потрапив у поле зору Вільяма Пітта, 1-го графа Чатему завдяки своїй ролі в атаці Рошфора. Пітт підвищив Вольфа і розмістив його в Канаді, яку він планував захопити.

У 1756 році, з початком відкритих військових дій з Францією, Вольф був підвищений до полковника. Він перебував у Кентербері, де його полк був розміщений, щоб охороняти його рідне графство Кент проти загрози французького вторгнення. Він був вкрай пригнічений новиною про облогу Менорка в червні 1756 р., нарікаючи на відсутність професіоналізму у британських сил. Попри поширену думку, що французька висадка була неминучою, Вольф думав, що навряд чи його полк буде залучений до бойових дій. Незважаючи на це, він старанно навчав свої війська і видавав їм бойові вказівки.
Коли загроза вторгнення зменшилася, полк був переведений до Уїлтширу. Незважаючи на початкові невдачі війни в Європі та Північній Америці англійці тепер збиралися перейти в наступ і Вольф сподівався відіграти важливу роль у майбутніх операціях. Проте стан його здоров'я почав погіршуватися, викликаючи підозри, що Джеймс, як і його молодший брат (Едвард Вольф 1728—1744), хворий на туберкульоз.
Його листи до батьків стали набувати злегка фаталістичного характеру, у них він говорив про ймовірність ранньої смерті.

### Рошфор
У 1757 році Вольф узяв участь у британському нападі на Рошфор, морський порт на французькому узбережжі Атлантики. Ця велика морська операція була розроблена з метою захоплення міста і послаблення тиску на німецьких союзників Великої Британії, яких французи атакували у Північній Європі. Вольф був обраний, щоб взяти участь в експедиції частково через його дружбу з командиром, Джоном Мордаунтом (офіцером британської армії). На додачу до обов'язків полковника Вольф також був генерал-квартирмейстером всієї експедиції. Військові сили були зібрані на острові Уайт і після декількох тижнів затримки нарешті відпливли 7 вересня.
Спроба не вдалася, оскільки після захоплення острова з моря, британці не здійснили жодних спроб дістатися на материку і наступити на Рошфор, а замість цього повернулися додому. Хоча їхня раптова поява біля берегів Франції спровокувала паніку по всій країні, вона не мала великої практичної користі. Мордант постав перед військово-польовим судом через нездатність атакувати Рошфор, але був виправданий. Вольф виявився одним з небагатьох воєначальників, які відзначилися в рейді, адже висаджувався на берег, щоб розвідати місцевість, і постійно закликав Морданта до дій. У певний момент він сказав генералу, що міг би захопити Рошфор, якби йому дали всього 500 солдатів, але Мордант не дав йому на це дозволу. У той час, як Вольф був роздратований відмовою, вважаючи, що вони повинні були використовувати перевагу раптовості, атакувати і взяти місто відразу, він зміг винести цінні уроки про ведення десантної війни, які вплинули на хід його подальших військових операцій у Луїсбурзі та Квебеку.
Завдяки його діяльності у Рошфорі, про Вольфа дізнався прем'єр-міністр Вільям Пітт старший. Пітт вирішив, що найкращі найперспективнішим напрямком війни була Північна Америка, де Франція була вразлива, і запланував почати напад на Французьку Канаду. Пітт вирішив підвищити Вольфа в обхід ряду старших офіцерів.

### Луїсбург

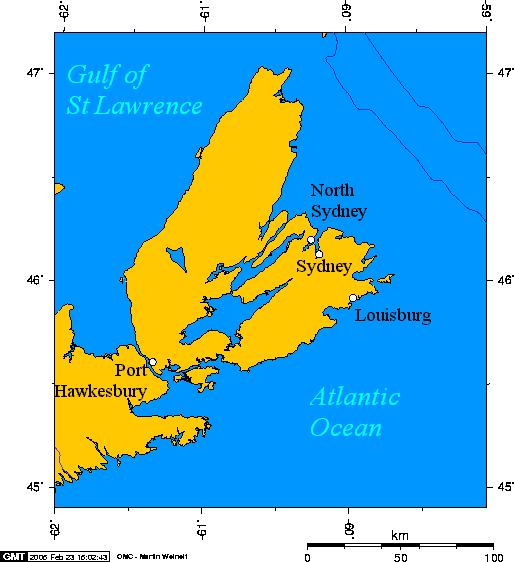
Ключова фортеця Луїсбург, на о. Кейп-Бретон, захоплена англійцями в 1758 році

23 січня 1758 року Джеймса Вольфа призначили бригадним генералом і відправили з генерал-майором Джеффрі Емгерстом на облогу фортеці Луїсбург у Новій Франції (розташована на сучасному острові Кейп-Бретон, Нова Шотландія). Луїсбург знаходився у гирлі затоки Святого Лаврентія і його захоплення вважалося необхідним для будь-якого нападу на Канаду зі сходу. Тогорічній експедиції не вдалося захопити місто через зосередження французьких військ. У 1758 році Пітт послав набагато більше сил Королівського флоту для супроводу військ Емгерста. Вольф відзначився у підготовці до штурму, початковій висадці та агресивному просуванні батарей облоги. Французи капітулювали в червні того ж року в облозі Луїсбурга (1758). Потім Вольф узяв участь у депортації акадійців у кампанії у затоці Св. Лаврентія (1758).
Англійці спочатку планували наступати вздовж затоки святого Лаврентія та атакувати Квебек цього ж року, але початок зими змусив їх відкласти плани до наступного року. Так само відхиленим був план із наступу на Новий Орлеан, і Вольф повернувся додому в Англію. Дії Вольфа у взятті міста вперше привернули до нього увагу британської громадськості. Радість від перемоги в Луїсбурзі була стриманою через провал британських сил у просування до Монреалю в карильйонській битві та смерть Джорджа Хоу, шанованого молодого генерала, який Вольф описав як «найкращого офіцера британської армії».

## Квебек (1759)

### Призначення

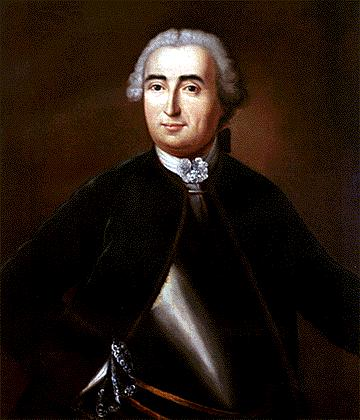
Суперник Вольфа у Квебеку, Луї-Жозеф де Монкальм

Оскільки Вольф чудово проявив себе в Луїсбурзі, Вільям Пітт старший призначив його командиром британського нападу на Квебек у наступному році. Хоча Вольф отримав локальний ранг генерал-майора під час служби в Канаді, в Європі він усе ще був полковником. Емгерст був призначений головнокомандувачем у Північній Америці, він мав повести численніші війська, які нападуть на Канаду з півдня. Він наполягав на виборі генерал-квартирмейстером свого друга, ірландського офіцера Гая Карлтона, а в разі відмови погрожував своєю відставкою. Як тільки ця вимога була задоволена, він почав готуватися до від'їзду. Пітт знову збирався надати операціям у Північній Америці найбільший пріоритет, плануючи послабити міжнародні позиції Франції, захопивши її колонії.

### Просування річкою Святого Лаврентія
Попри нарощування британської присутності у Північній Америці, стратегія розподілу армії для окремих атак Канади означала, що щойно Вольф досягне Квебеку, французький командувач Луї-Жозеф де Монкальм матиме локальну військову перевагу, адже він залучить велику кількість канадців для захисту їхньої батьківщини. Французи спочатку не очікували, що британці підійдуть зі сходу, вважаючи, що річка Святого Лаврентія непрохідна для такої великої сили, і готувалися захищати Квебек з півдня і заходу. Перехоплення копії британського плану дало Монкальму кілька тижнів, щоб поліпшити захист укріплень Квебеку від нападу Вольфа з води.
Метою Монкальма було запобігти захопленню Квебека британцями, тим самим зберігаючи французькі позиції в Канаді. Французький уряд вважав, що до наступного року мав бути укладений мирний договір, тому вони зосередилися на спробі перемоги у Німеччині та плануванні вторгнення до Британії, сподіваючись таким забезпечити обмін захопленими територіями. Для успішного втілення цього плану Монкальму потрібно було лише протриматися до початку зими. Вольф мав вузьке часове вікно для захоплення Квебека у 1759 році, поки річка Святого Лаврентія не почала замерзати, унеможлививши просування його сил.
Армія Вольфа зібралася у Луїсбурзі. Після декількох затримок він бажав якнайшвидше розпочати кампанію, тому виступив лише із частиною війська, наказавши, щоб новоприбулі відправлялися за ним по річці святого Лаврентія.

### Облога

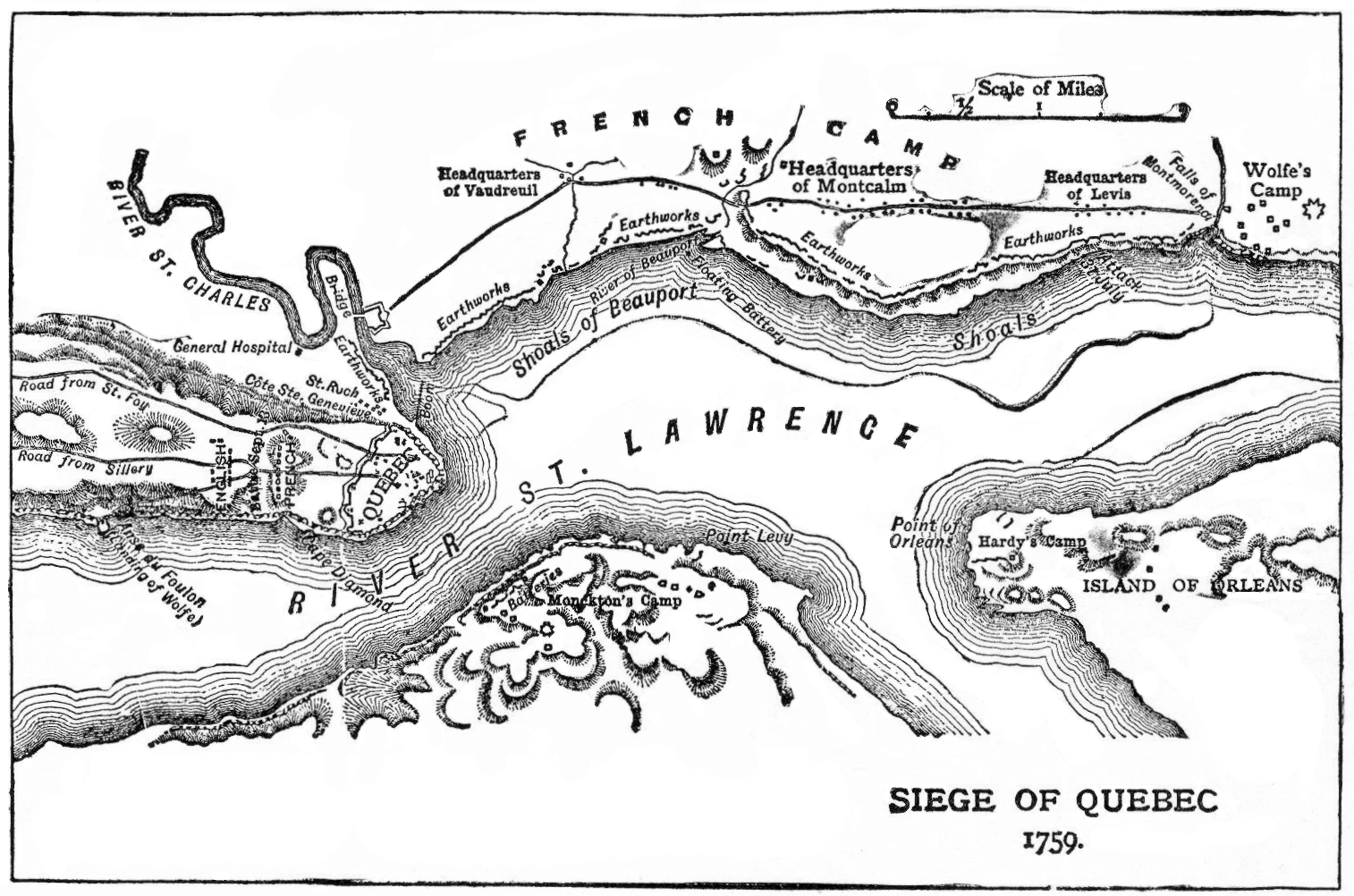
Карта області Квебек показує розташування французьких та англійських військ. Рівнина Авраама розташована зліва.

Британська армія тримала місто в облозі протягом трьох місяців. За цей час Вольф видав письмовий документ, відомий як маніфест Вольфа, до франко-канадського (квебецького) населення як частину його стратегії психологічного залякування. У березні 1759 р., до прибуття у Квебек, Вольф писав Емгерсту: «Якщо через події на річці, опір ворога, у результаті хвороби чи смертей в армії або з якоїсь іншої причини виявиться, що Квебек, швидше за все, не потрапить до наших рук (вистоюючи, проте, до останнього моменту), я пропоную підпалити місто снарядами, щоб знищити врожай, будинки й худобу; і вище, і нижче, щоб відправити якомога більше канадців до Європи й залишити позаду голод і спустошення; belle résolution & très chrétienne; але ми повинні навчити цих негідників вести війну по-джентльменськи.» Цей маніфест широко розглядається як контрпродуктивний, оскільки він підштовхував багатьох нейтрально налаштованих жителів до активного опору британцям, розширюючи число цивільних захисників Квебеку до понад 10 000 осіб.

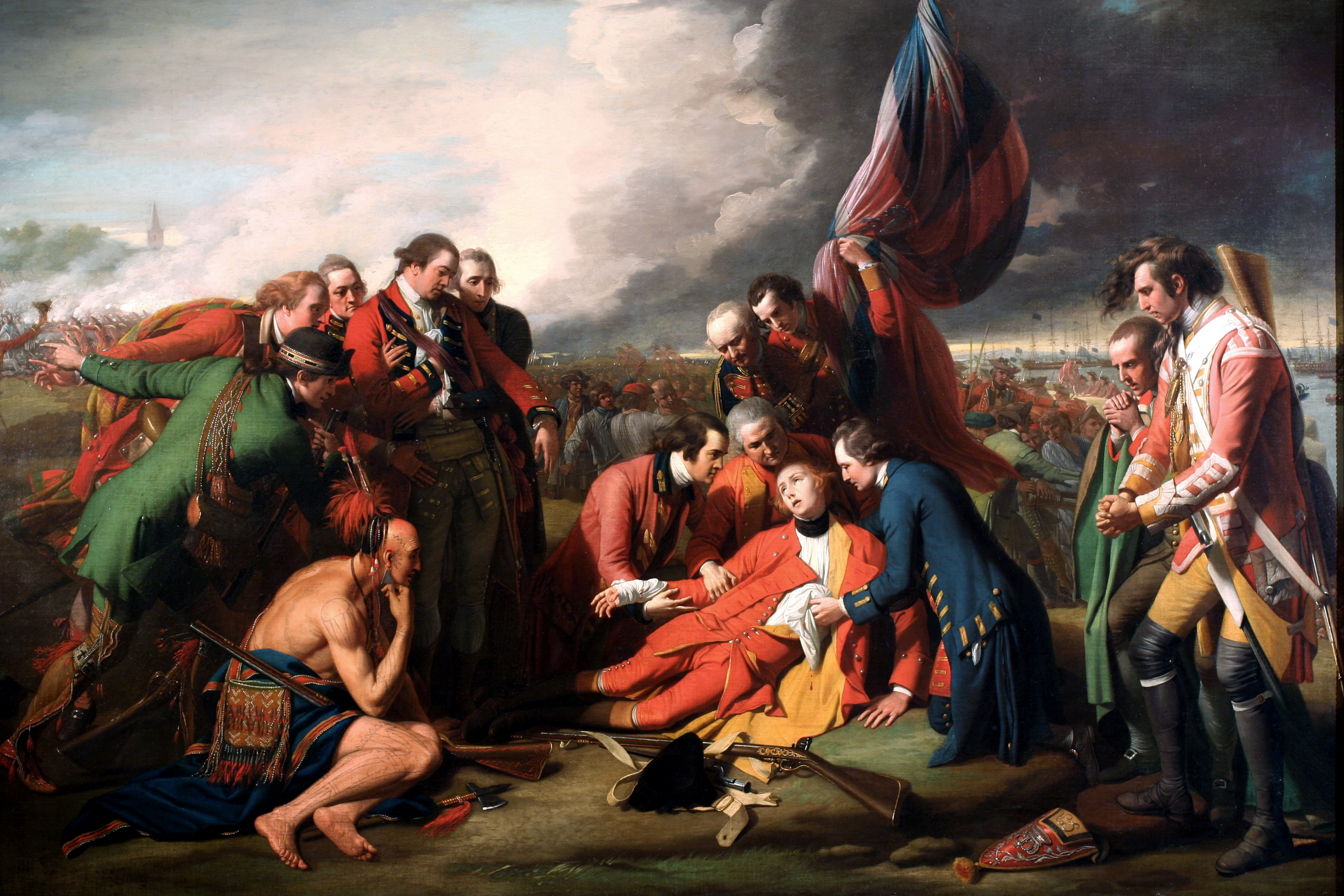
Смерть генерала Вольфа — художник Бенджамін Вест

Після розлогого, але безрезультатного бомбардування міста Вольф повів невдалу атаку на півночі Квебеку, на Бопор, де французи надійно закріпилися. За кілька тижнів надії на успіх британців зменшилася, і Вольф став похмурим. Військо Емгерста дуже повільно наступало на Монреаль, виключаючи можливість отримання будь-якої допомоги від нього.

### Битва

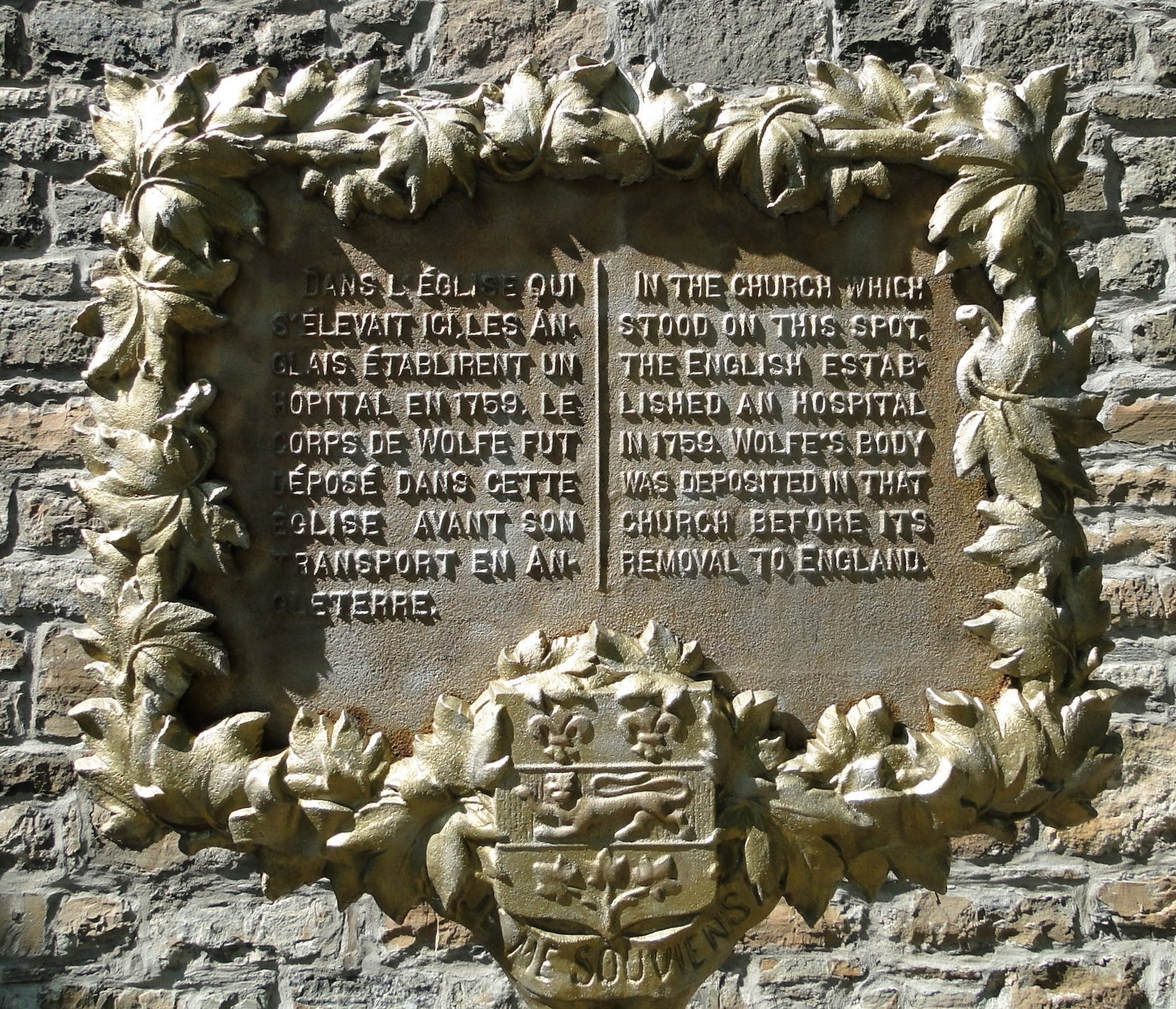
Пам'ятна дошка Вольфа у Леві

Вольф потім повів 200 суден з 9 000 солдатів і 18 000 моряків на дуже сміливу і ризиковану висадку біля основи скель на захід від Квебеку у напрямку річки Святого Лаврентія. Його армія, з двома маленькими гарматами, здійнялася на скелі рано вранці 13 вересня 1759 р., здивувавши французів під командуванням Луї-Жозефа Монкальма, які думали, що скелі були неприступними. Усвідомивши, що англійці можуть витягти на скелю більше гармат і розбити стіни міста, які ще стояли, французи вступили в бій з британцями на рівнинах Авраама.
Вони зазнали поразки після п'ятнадцяти хвилин бою, але коли Вольф почав рухатися вперед, він був убитий трьома пострілами: одним у руку, одним — у плече і, нарешті, в груди. Історик Франсис Паркман описує смерть Вольфа:
Вони запитали його [Вольфа], чи потрібен йому лікар, але він похитав головою і відповів, що з ним все було скінчено. Його очі закрилися із заціпеніння від наближення смерті, оточуючі підхопили його непритомне тіло. Тим не менш, вони не могли утримати свої погляди від дикого сум'яття, що розгорнулося перед ними, та рядів своїх товаришів, які стрімко наступали через лінію вогню і диму.
"Подивіться, як вони біжать, " вигукнув один з офіцерів, бачачи як збентежені французи тікали від виставлених багнетів.
«Хто біжить?» запитав Вольф, відкриваючи очі, ніби щойно прокинувшись.
«Ворог, сер, — відповіли йому, — вони всюди поступаються.»
"Тоді, — сказав умираючий генерал, — скажіть полковнику Ріверу, щоб відрізав відступ від мосту. Тепер, слава Богу, я вмираю задоволеним, " промурмотів він і, повернувшись на бік, спокійно випустив останній подих.
Внаслідок битви на полях Авраама загинули вищі військові командири з обох боків: Монкальм наступного дня помер від ран. Перемога Вольфа у Квебеку уможливила атаку на французів у Монреалі наступного року. З падінням цього міста французьке панування в Північній Америці, за межами Луїзіани й крихітних островів Сен-П'єр і Мікелон, добігло кінця.
Тіло Вольфа повернули Великої Британії на кораблі «ГМС Ройал-Вільям» (англ. HMS Royal William) і поховали у фамільному склепі в церкві Св. Альфеджа, Гринвіч, разом з батьком (який помер у березні 1759 року). Відспівування відбулося 20 листопада, 1759 р., в той же день, коли адмірал Хоук здобув останню з трьох перемог «Чудового року» та «Року Перемоги» — Міндена, Квебеку і затоки Квіберон.

## У популярній культурі
У французькому фільмі 2004 року «Нова Франція» (фр. Nouvelle-France) Вольфа зіграв британський актор Джейсон Айзекс.